# Arthromelodes complexus
Arthromelodes complexus (лат.) — вид жуков-ощупников (Pselaphinae) из семейства стафилиниды. Эндемик Тибета.

## Распространение
Китай, Тибет, Тибетский автономный район, Dinggyê County, 27°54’15"N, 87°32’21"E, на высоте 3060—4020 м.

## Описание
Мелкие коротконадкрылые жуки. Длина тела 2,5 мм. Основная окраска красновато-коричневая. Основные отличия от близких видов: голова усечённая в основании; темя с V-образной бороздой между усиковыми бугорками и длинным медиобазальным килем, вершинные ямки относительно мелкие и асетозные; антенна удлинённая, без изменений; антенномеры каждый слабо удлинён, 5—7 заметно длинные, 8 самый маленький, 11 примерно такой же длины, как 9 и 10 вместе взятые. Дискальная полоса надкрылий тонкая и неглубокая, простирается назад до вершины 2/5 длины надкрылий. Задние лапки простые, протрохантер с небольшим вентральным шипом, передние голени слабо уступают в апикальной 1/3, мезотрохантер с апикально расположенным выступом на вентральном крае, средние голени с тонким изогнутым апикальным шипом. Брюшко с крупным тергитом 1 (IV), который длиннее тергитов 2—4 (V—VII) вместе взятых; тергит 1 с широким, двугранным выступом посередине, за которым следует центральная впадина и крупный бугорок в основании. Эдеагус сильно асимметричен, срединная доля с крупной базальной капсулой и удлинённо-овальным отверстием, вентральный стебелёк широкий и расширенный на вершине, дорсальная доля удлинённая, вильчатая на вершине, парамеры редуцированы и образуют единую мембранозную структуру.

## Систематика
Вид был впервые описан в 2022 году китайским энтомологом Zi-Wei Yin (Shanghai Normal University, Шанхай, Китай). Таксон Arthromelodes complexus морфологически наиболее близок к Arthromelodes alpitorus, Arthromelodes langjicuo и Arthromelodes torus благодаря наличию сетуозного мезотрохантера, сходному расположению тергитной модификации самца и форме эдеагуса. Arthromelodes complexus отличается от них уникальным выпячиванием протибия самца и строением модифицированного тергита 1 (IV) самца.